# Senánszky Petra
Senánszky Petra (Debrecen, 1994. január 10. –) Európa-bajnok magyar úszó, többszörös világ- és Európa-bajnok, Világjátékok győztes uszonyos úszó.

## Tanulmányai
A Debreceni Református Kollégium Dóczy Gimnáziumában érettségizett. Ezt követően a Debreceni Egyetem Természettudományi és Technológiai Karán szerzett biológia alapszakos oklevelet.

## Sportpályafutása
A Debreceni Búvárklub sportolója, 8 évesen kezdett úszni, hamar kiderült, hogy van tehetsége az uszonyos- és búvárúszáshoz. 2003-ban lett először országos bajnok.
Fő száma a 200 méteres úszás. 2018-ban az úszó országos bajnokságon is sikerrel mutatkozott be.
2011-ben a Nemzeti Sportszövetség az Év Utánpótlás Sportolójává választotta.
A párizsi olimpián a női 4x100 méteres váltó (Pádár Nikolett, Ábrahám Minna, Ugrai Panna) tagjaként nem jutott döntőben, a magyar csapat összesítésben a 10. helyen végzett. 50 méteres gyorsúszásban nem jutott döntőbe, összesítésben a 24. helyen végzett.

## Eredményei

### 2023
Úszó országos bajnokság, Kaposvár
- 50 méteres gyorsúszás:  Arany időeredmény: 24,97
- 100 méteres gyorsúszás:  Arany időeredmény: 54,43

2023-as Mare Nostrum úszóverseny, Monaco 
- 50 méteres gyorsúszás: 4. helyezés, időeredmény: 24,81 (2023. május 20.) országos csúcs[6]

2023-as Sette Coli úszóverseny, Róma 
- 50 méteres gyorsúszás: 5. helyezés, időeredmény: 25,14[7]

2023-as úszó-világbajnokság, Fukuoka 
- 50 méteres gyorsúszás: 17. helyezés, időeredmény: 25,04[8]

### 2022
Úszó országos bajnokság, Debrecen
- 50 méteres gyorsúszás:  Arany

### 2021
Úszó országos bajnokság, Budapest, Duna Aréna
- 50 méteres gyorsúszás:  Ezüst
- 100 méteres gyorsúszás:  Ezüst
- 4×100 méteres gyorsváltó:  Bronz

### 2020
Úszó országos bajnokság, Kaposvár
- 50 méteres gyorsúszás:  Ezüst

### 2019
Felnőtt Európa Bajnokság
- 50 méteres uszonyos gyorsúszás:  Arany
- 100 méteres uszonyos gyorsúszás:  Arany
- 4×100 méteres mix uszonyos gyors váltó:  Ezüst
- 4×100 méteres uszonyos felszíni váltó:  Bronz

Úszó országos bajnokság, Debrecen
- 50 méteres gyorsúszás:  Arany
- 4×100 méteres gyorsváltó:  Bronz

### 2018
Úszó országos bajnokság, Debrecen
- 50 méteres gyorsúszás:  Arany
- 4×100 méteres gyorsváltó:  Bronz

### 2017
Világjátékok, Wrocław – Lengyelország
- 50 méteres uszonyos gyorsúszás:  Arany világcsúccsal
- 100 méteres uszonyos gyorsúszás:  Arany világcsúccsal

### 2016
Világbajnokság, Vólosz – Görögország
- 50 méteres uszonyos gyorsúszás:  Arany világcsúccsal
- 100 méteres uszonyos gyorsúszás:  Arany világcsúccsal
- 200 méteres uszonyos gyorsúszás:  Arany világcsúccsal

Világkupa, Lignano – Olaszország
- 50 méteres uszonyos gyorsúszás:  Arany világcsúccsal

### 2015
Világbajnokság, Jantaj – Kína
- 50 méteres uszonyos gyorsúszás:  Arany világcsúccsal
- 100 méteres uszonyos gyorsúszás:  Arany világcsúccsal
- 200 méteres uszonyos gyorsúszás:  Arany

Világkupa, Lipcse – Németország
- 50 méteres uszonyos gyorsúszás:  Arany
- 100 méteres uszonyos gyorsúszás:  Arany
- 200 méteres uszonyos gyorsúszás:  Arany

X. CMAS Világkupa, Eger
- 100 méteres gyorsúszás:  Arany
- 50 méteres gyorsúszás:  Arany
- 4×50 méteres váltó:  Ezüst

### 2014
I. Nemzetközi Egyetemi Uszonyosúszó Bajnokság
- 50 méteres uszonyos gyorsúszás, 4×50 méteres uszonyos gyors váltó  Arany
- 200 méteres uszonyos gyorsúszás, 4×50 méteres uszonyos gyors váltó  Arany
- 4×100 méteres uszonyos felszíni váltó  Ezüst

Felnőtt Európa-bajnokság, Lignano – Olaszország
- 200 méteres uszonyos gyorsúszás:  Arany
- 100 méteres uszonyos gyorsúszás:  Arany világcsúccsal
- 50 méteres uszonyos gyorsúszás:  Arany világcsúccsal

Világkupa, Eger
- 200 méteres gyorsúszás:  Arany
- 100 méteres gyorsúszás:  Arany
- 50 méteres gyorsúszás:  Arany
- női 4×100-as váltó:  Bronz

### 2013
II. CMAS Games (felnőtt világbajnokság), Kazany – Oroszország
- 50 méteres uszonyos gyorsúszás:  Arany világcsúccsal
- 100 méteres uszonyos gyorsúszás:  Arany világcsúccsal
- 200 méteres uszonyos gyorsúszás:  Ezüst

Világjátékok, Cali – Kolumbia
- 4×100 méteres uszonyos felszíni váltó: 6. helyezés
- 100 méteres uszonyos felszíni úszás: 12. helyezés

### 2012
Felnőtt Európa-bajnokság, Lignano – Olaszország
- 4×100 méteres uszonyos felszíni váltó:  Bronz
- 4×200 méteres uszonyos felszíni váltó:  Bronz

### 2011
Felnőtt világbajnokság, Hódmezővásárhely
- 200 méteres uszonyos gyorsúszás:  Arany világcsúccsal
- 100 méteres uszonyos gyorsúszás:  Bronz
- 50 méteres uszonyos gyorsúszás: 4. helyezés

Junior Európa-bajnokság, Miskolc
- 200 méteres uszonyos gyorsúszás:  Arany világcsúccsal
- 50 és 100 méteres uszonyos gyorsúszás, 4×200-as váltó:  Ezüst

### 2010
Junior világbajnokság, Palma de Mallorca – Spanyolország
- 200 méteres uszonyos gyorsúszás:  Ezüst felnőtt országos csúccsal
- 50 és 100 méteres uszonyos gyorsúszás:  Bronz felnőtt országos csúccsal

### 2009
Junior Európa-bajnokság, Belgrád – Szerbia
- 200 méteres uszonyos gyorsúszás:  Arany világcsúccsal
- 100 méteres uszonyos gyorsúszás: 4. helyezés
- 50 méteres uszonyos gyorsúszás: 5. helyezés

### 2008
Junior világbajnokság, Neiva – Kolumbia
- 50 és 100 méteres uszonyos gyorsúszás:  Arany junior világcsúccsal
- 200 méteres uszonyos gyorsúszás:  Ezüst

Felnőtt Európa-bajnokság, Eger
- 200 méteres uszonyos gyorsúszás:  Bronz junior világcsúccsal

Ezek mellett 41-szeres korosztályos országos bajnok.

## Rekordjai
50 m gyors
- 24,81 (2023. május 20., Monaco) országos csúcs[6]
- 24,57 (2024. június 1., Monaco) országos csúcs[9]
- 24,57 (2024. június 2., Monaco) országos csúcsbeállítás[10]
- 24,56 (2024. június 22., Belgrád) országos csúcs[11]

50 m gyors, rövid pálya
- 24,37 (2021. november 11., Kaposvár) országos csúcs[12]
- 24,30 (2021. november 11., Kaposvár) országos csúcs[13]

## Díjai, elismerései
- Az év magyar búvárúszója (2014,[14] 2015,[15] 2016,[16] 2019,[17] 2020,[18] 2021,[19] 2022[20])
- Debrecen város Hajós Alfréd-díja (2019)